# 南詔

8世紀のアジア

南詔（なんしょう）は、8世紀半ば、中国西南部、雲南地方の洱海地区に勃興したチベット・ビルマ語族の王国。最盛期には四川や東南アジアにまで勢力を拡大した。

## 歴史

### 前史
雲南の地は古くから中国とインドを結ぶ西南シルクロードが通る重要な交通路であり、中国王朝の勢力は時に雲南を抑えることもあったが、必ずしも浸透していなかった。8世紀半ば、吐蕃の勢力がこの地方に南下して来ると、交易ルートの確保を巡って唐と吐蕃の確執が起こった。
当時、雲南の洱海地区（現在の雲南省大理ペー族自治州）には六詔と呼ばれる政治権力があった。詔（チャオ）は王を意味するタイ語「チャオ」に関連すると考えられるが、彼らは烏蕃族と呼ばれるチベット・ビルマ語族であった。六詔の最南部に位置する蒙舎詔は初代の細奴邏が7世紀半ばに唐に朝貢したことが記録されている。

### 建国
第4代の皮羅閣という者が唐朝の後押しを得て六詔の統一に成功する。738年に唐は皮羅閣を雲南王に冊封しており、この年を南詔建国と見ることができる。
蒙舎詔は六詔の南部にあったことから南詔と称したものである。皮羅閣はさらに滇池地区（現在の雲南省昆明市）にまで勢力を拡大し、雲南全体の統一に乗り出した。南詔の予想以上の勢力拡大によって、西南交易ルートを南詔に抑えられる形となった唐朝には面白いはずがなく、南詔は次第に唐と対立するようになった。

### 吐蕃との同盟

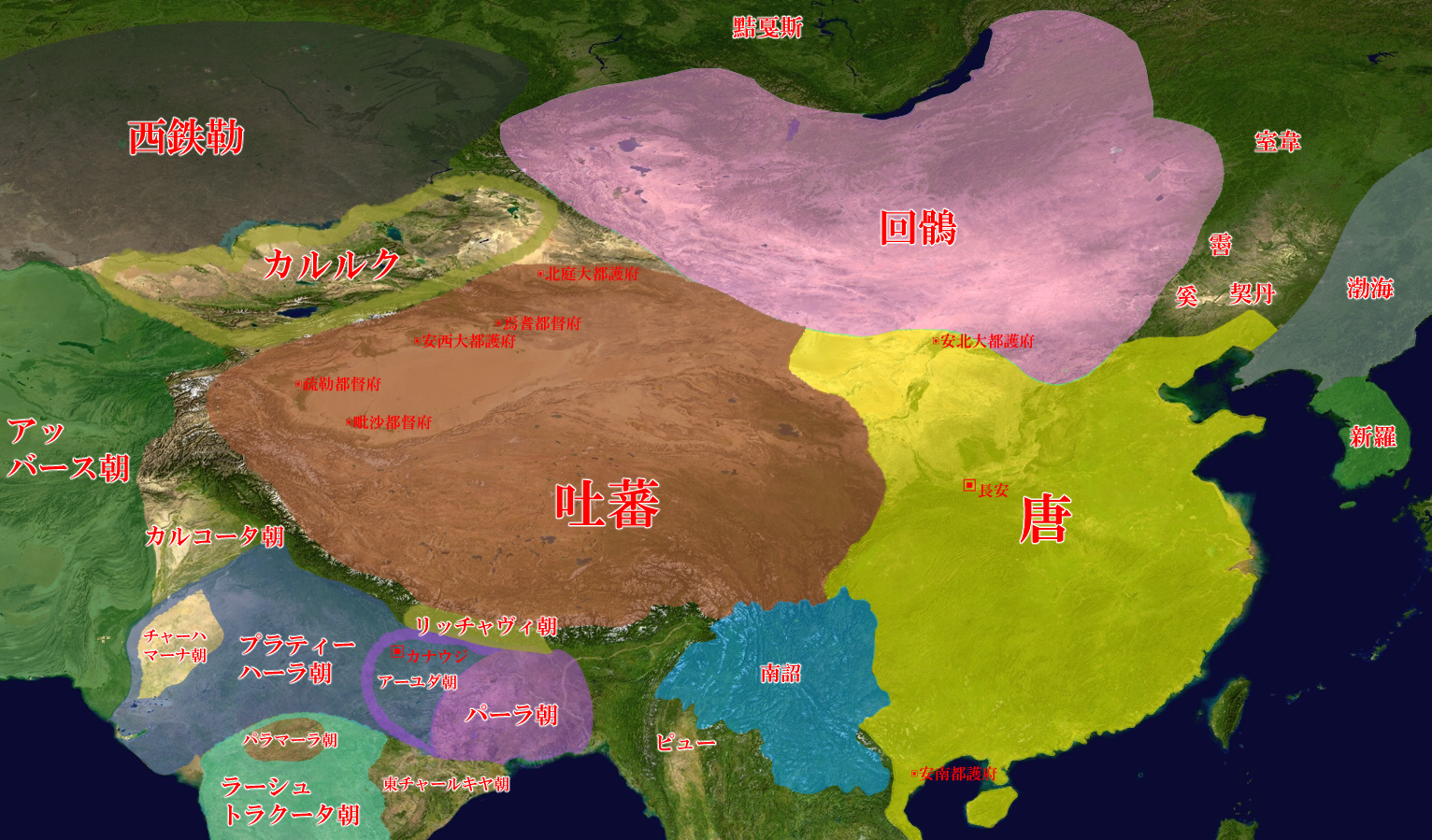
8世紀後半の周辺国。

そこで、南詔は雲南西北部に勢力を延ばしていた吐蕃と同盟し、752年、閣羅鳳は吐蕃の冊封を受け、兄弟の国として東帝の号を賜った。754年、唐の剣南留後（四川長官）が南詔を攻撃してきたが、吐蕃と南詔の連合軍に破られ、全軍覆没している。この時、唐軍の戦死者を葬った塚が天宝戦士塚として、今も大理市内に残っている。
その後、唐では安史の乱が起こったので、吐蕃と南詔は四川南部を攻略した。この頃、吐蕃は唐の都の長安（現在の陝西省西安市）を一時占領するほどの勢いであった。779年に異牟尋は、吐蕃・南詔連合軍20万の大軍をもって成都占領を目指したが、すでに国力を回復していた唐軍に撃退された。
この頃、南詔は羊苴咩城（現在の雲南省大理市）に遷都している。大理はこれ以降南詔・大理の定都となった。

### 唐との会盟
唐朝は吐蕃の勢力を押さえるため、南詔を吐蕃から引き離す工作を進め、時の南詔王異牟尋は793年、帰唐の意を伝えた。翌年、唐の使者が南詔の都に到来し、洱海のほとり蒼山で会盟の儀式が行われた。当時、吐蕃は北方のウイグルとの戦いの最中であったので、異牟尋は吐蕃の神川都督府（現在の雲南省麗江市）を攻撃して占領した。これによって南詔と唐の関係は強固となり、南詔は成都に子弟を留学させるようになった。

### 最盛期

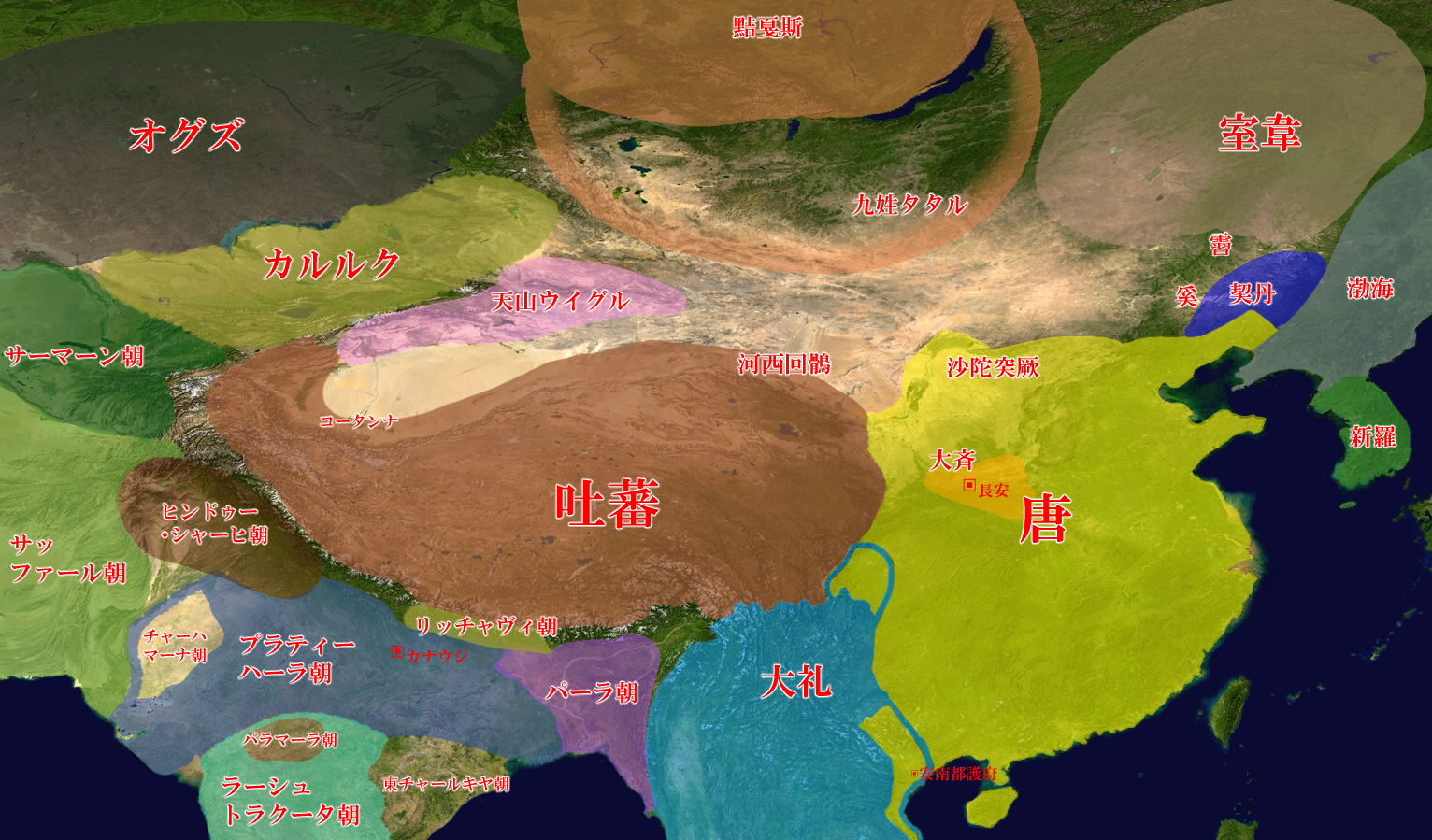
9世紀後半の周辺国。

9世紀以降、唐と吐蕃が国力を衰退させると、南詔は唐との同盟を翻し、829年に勧豊祐は長駆して成都を襲った。成都の外城を占領し、南詔軍は略奪の限りを尽くして引き上げた。その後、南詔軍は矛先を南に転じて、東南アジアのビルマ、タイ、ラオス、カンボジアなどを攻め、海の見えるところにまで達したという。また、ビルマのピューの人々も南詔軍に襲われ、雲南地方に移住させられたという。
859年、時の南詔王世隆はついに皇帝を自称し、国号を大礼国と名乗った。翌年、南詔軍は中国領ベトナムを攻め、交州（ハノイ）の安南都護府を攻略、おりしも唐は黄巣の反乱によってなすすべもなかった。
反乱軍に追われて成都に逃れていた唐の僖宗は、南詔を懐柔する必要に迫られ、883年に姉妹（父帝の子）の安化公主を南詔王隆舜に降嫁させるつもりだったが、反乱が終息したため、実現しなかった。

### 滅亡
しかし897年に隆舜も近臣に殺され、その子の舜化貞が即位すると、権臣が専横を極め、王室の権力は形骸化する。さらに902年、舜化貞が死去すると、漢人の権臣の鄭買嗣は舜化貞の子を殺害して宮廷クーデターを発動し、南詔蒙氏王室800人を殺害し、ここに10代164年続いた南詔は滅亡した。

## 滅亡後
鄭買嗣は自ら皇帝に即位（大長和の聖祖）して新王朝の大長和（902年-928年）を開く。しかし、鄭買嗣の大長和も928年に滅亡。その後は大天興（興源国）（928年-929年）、大義寧 （929年-937年）の短命政権が続き、938年、段思平によって大理国が樹立された。

## 歴代国王

### 蒙舎詔
- 細奴邏（中国語版、ベトナム語版）（在位653年 - 674年）
- 邏盛（中国語版、ベトナム語版）（674年 - 712年）
- 盛羅皮（中国語版、ベトナム語版）（712年 - 728年）

### 南詔王
- 皮羅閣（中国語版、ベトナム語版）（728年 - 748年）
- 閣羅鳳（中国語版、ベトナム語版）（748年 - 779年）
- 鳳伽異（中国語版）（即位せず、没後に子の異牟尋が追尊して悼恵王とする）
- 異牟尋（中国語版、ベトナム語版）（779年 - 808年）
- 尋閣勧（中国語版、ベトナム語版）（808年 - 809年）
- 勧竜晟（中国語版、ベトナム語版）（809年 - 816年）
- 勧利晟（中国語版、ベトナム語版）（816年 - 823年）
- 勧豊祐（中国語版、ベトナム語版）（823年 - 859年）

### 大礼皇帝
- 世隆（中国語版、ベトナム語版）（859年 - 877年）

### 大封民皇帝
- 隆舜（中国語版、ベトナム語版）（877年 - 897年）
- 舜化貞（中国語版、ベトナム語版）（897年 - 902年）